# The New Reporter (film 1910)
The New Reporter è un cortometraggio muto del 1910 diretto da Lewin Fitzhamon.

## Trama
Un giornalista di eventi mondani irrompe per errore nella casa di un dentista.

## Produzione
Il film fu prodotto dalla Hepworth.

## Distribuzione
Distribuito dalla Hepworth, il film - un cortometraggio di 121,92 metri - uscì nelle sale cinematografiche britanniche nel maggio 1910.
Si conoscono pochi dati del film che, prodotto dalla Hepworth, fu distrutto nel 1924 dallo stesso produttore, Cecil M. Hepworth. Fallito, in gravissime difficoltà finanziarie, il produttore pensò in questo modo di poter almeno recuperare il nitrato d'argento della pellicola.